# Meriam George
Meriam George ou Myriam George, née en 1987, au Caire, a été Miss Égypte 2005.